# Laurentiuskirche (Niedernhall)
Die evangelische Laurentiuskirche in Niedernhall, einer Stadt im Hohenlohekreis, wurde urkundlich erstmals im Jahr 1225 erwähnt. Die dreischiffige romanische Pfeilerbasilika mit zwei weiten, rundbogigen Arkaden im Mittelschiff und fünf rundbogigen Fenstern im Obergaden hat, trotz Um- und Anbauten, im Wesentlichen ihren Charakter als romanische Basilika bis heute bewahrt.

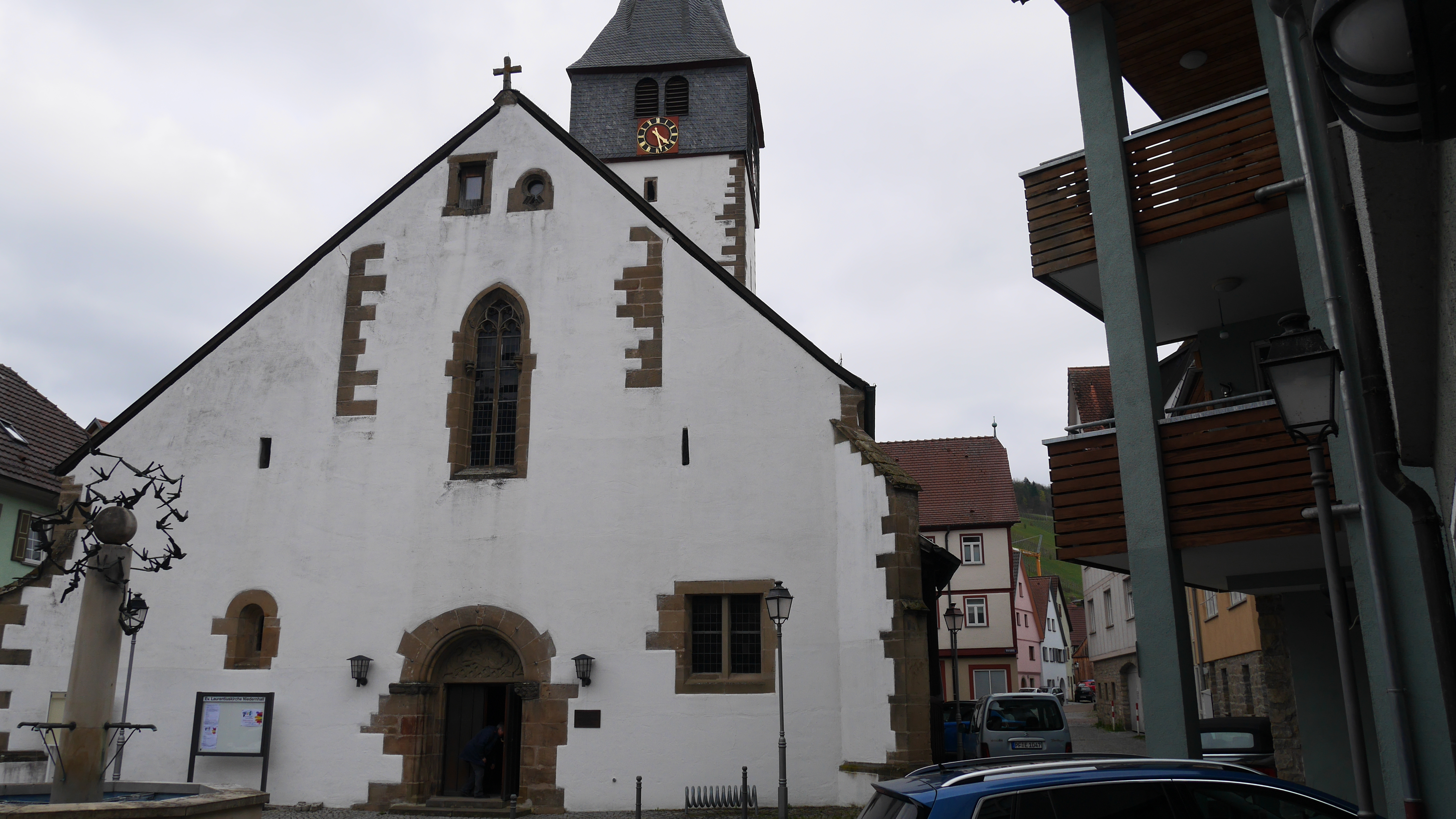
Laurentiuskirche Niedernhall, Westansicht

## Geschichte

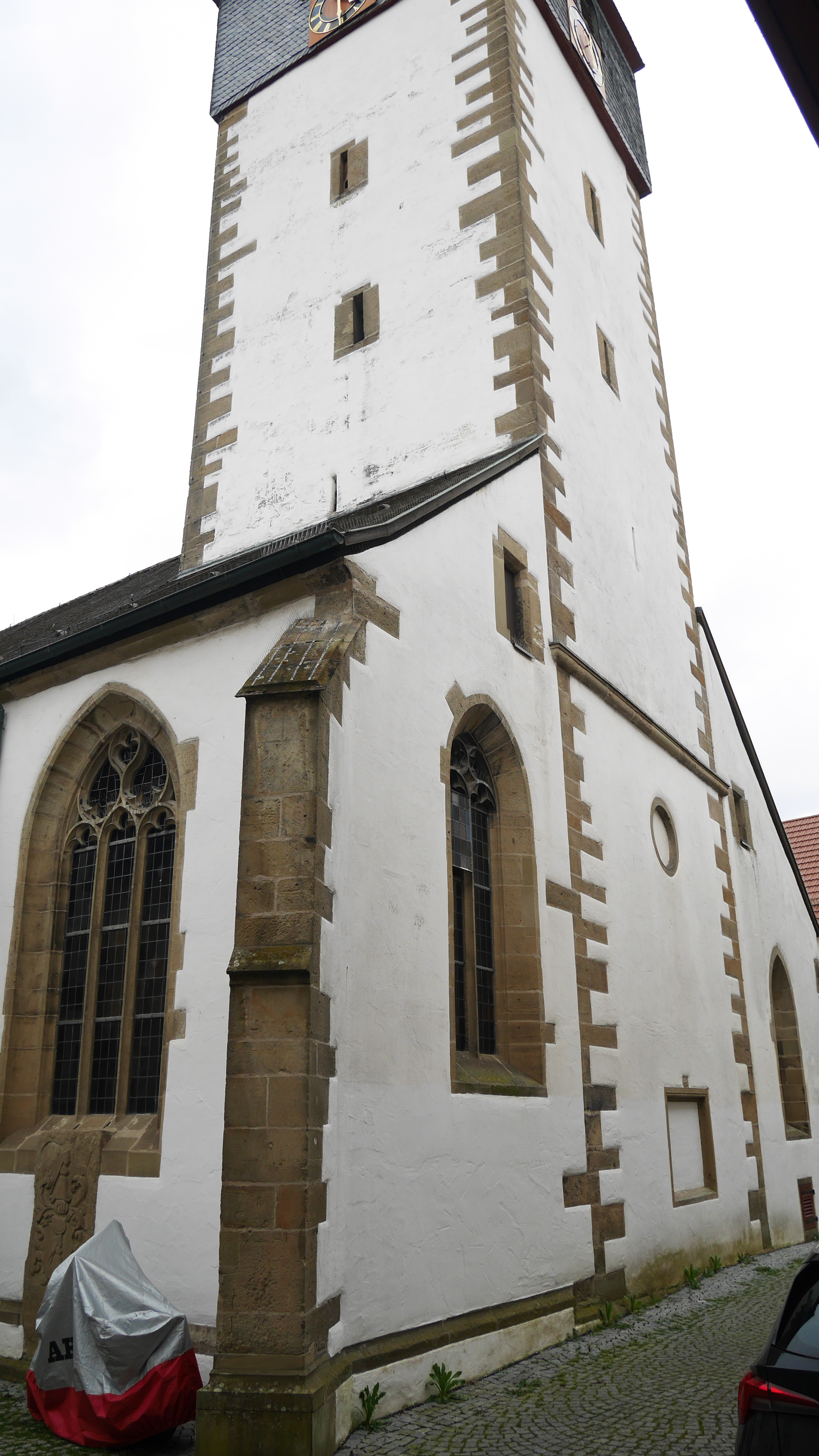
Turm

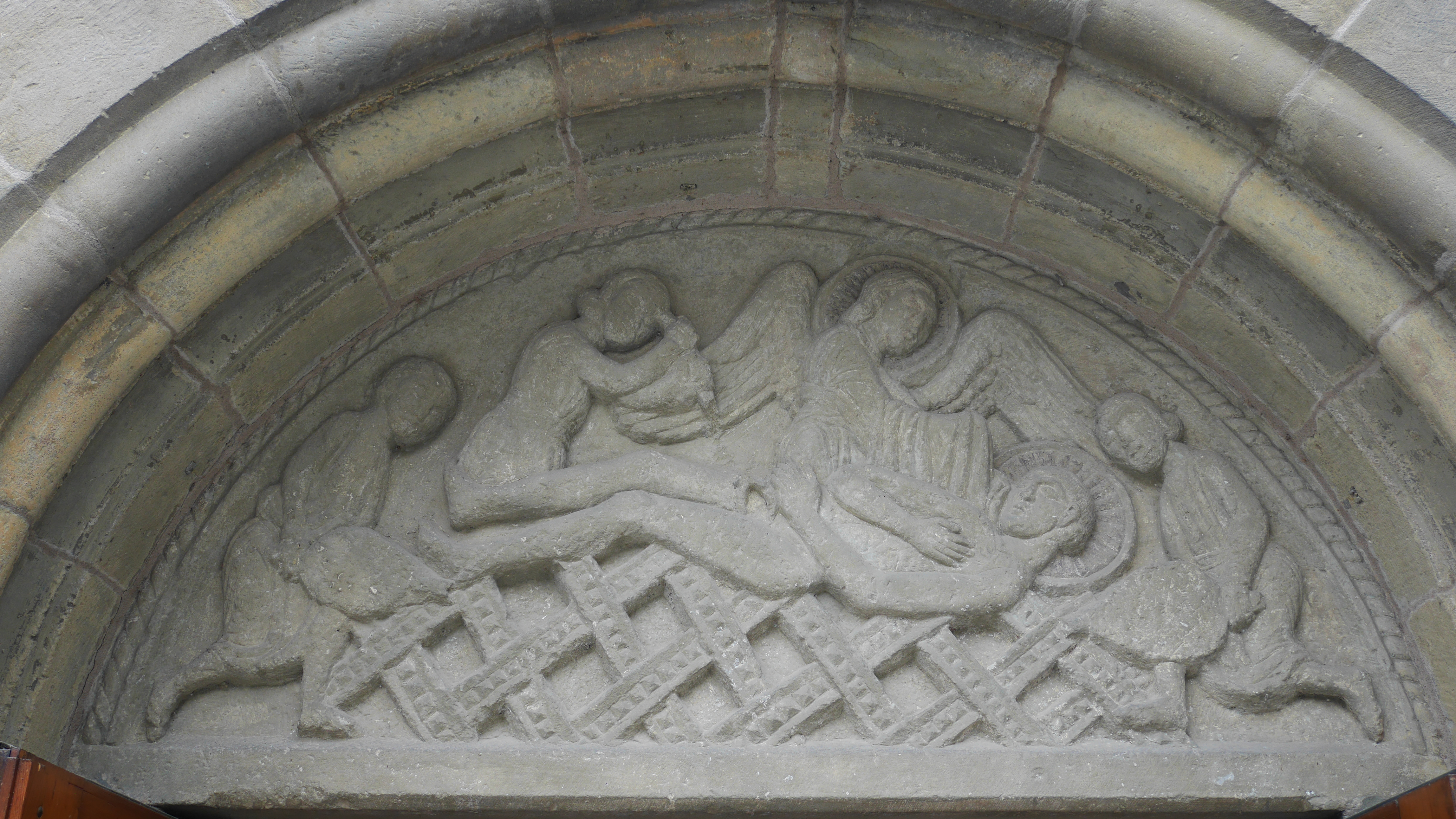
Tympanon

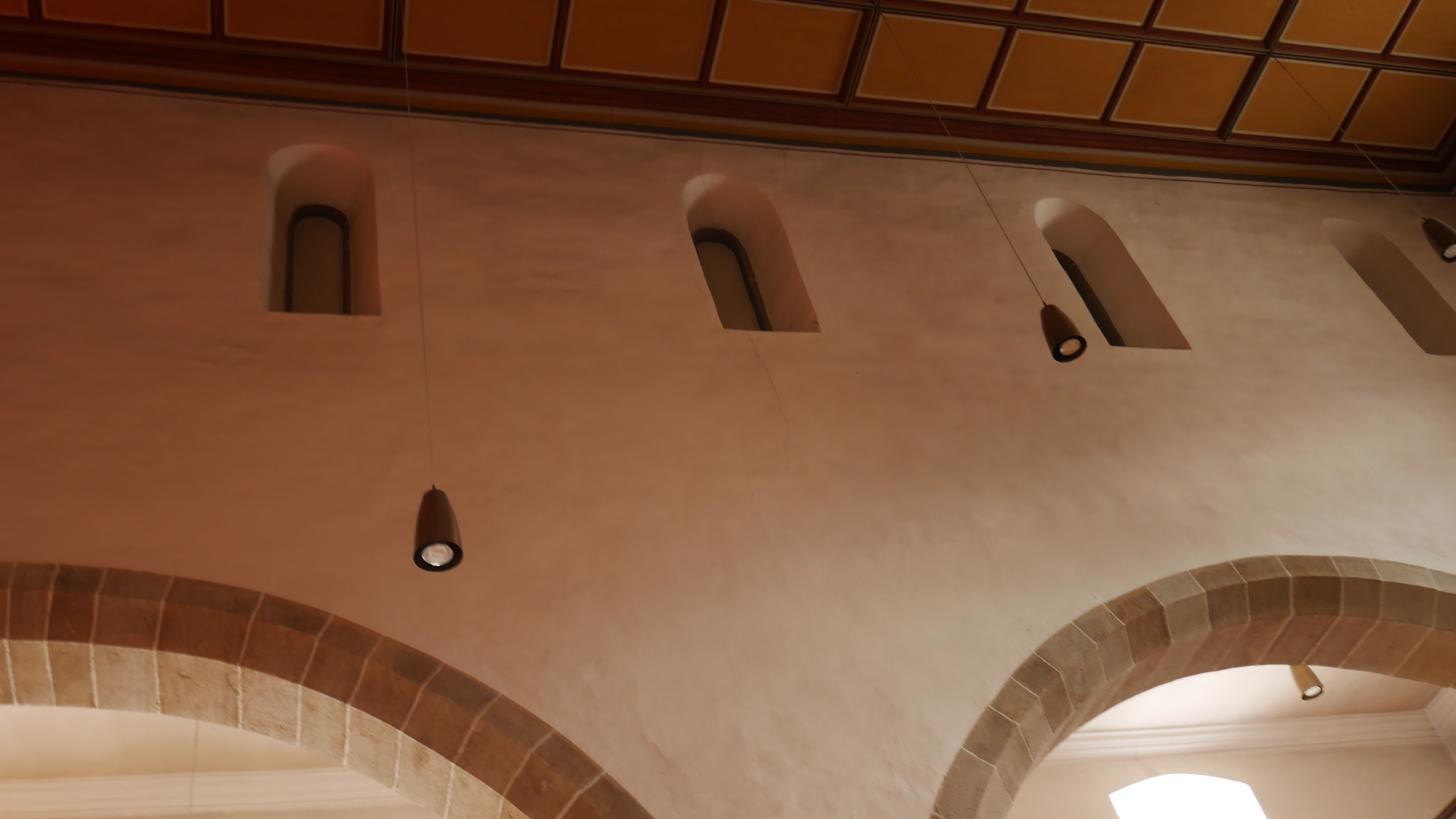
Obergaden

Das Bauwerk hat eine unklare Geschichte. 1225 findet ein Priester (»sacerdos«) erstmals in Niedernhall Erwähnung, 1291 dann ein Pfarrer (»plebanus«). Das Tympanon, heute über dem Westportal, wird um 1220 datiert. 

## Beschreibung
Die Laurentiuskirche liegt im nordwestlichen Teil des alten Städtchens. Der viereckige Turm im Osten ist mit einem romanischen Gesims umfasst und bildet im unteren Stock den quadratischen Chor. Das Westportal der Kirche ist ein Rundbogenportal mit zwei Halbrundstäben. Die Kapitelle tragen links einen Fisch, eine Lilie, Masken und ein Pentagramm, rechts diamantiertes Blattwerk und eine Blattmaske. Das Tympanon zeigt die Marter des hl. Laurentius. Das südliche Seitenschiff wurde im 15. Jahrhundert auf den Grundmauern des alten romanischen Baus aufgeführt. Das nördliche bekam beim Umbau dieselbe Breite wie das Mittelschiff. Die Südseite der Kirche trägt ein Gemälde des Christophorus. Es entstand innerhalb der gotischen Bauepoche. Die Malerei auf dem dort noch original spätmittelalterlichen Verputz wurde allerdings im oberen Bereich bei früheren Instandsetzungen komplett ergänzt. Das flachgedeckte Langhaus wird von den Arkadenbögen dominiert, ihre Spannweite beträgt 6,44 Meter.